# Dynastia Nandów

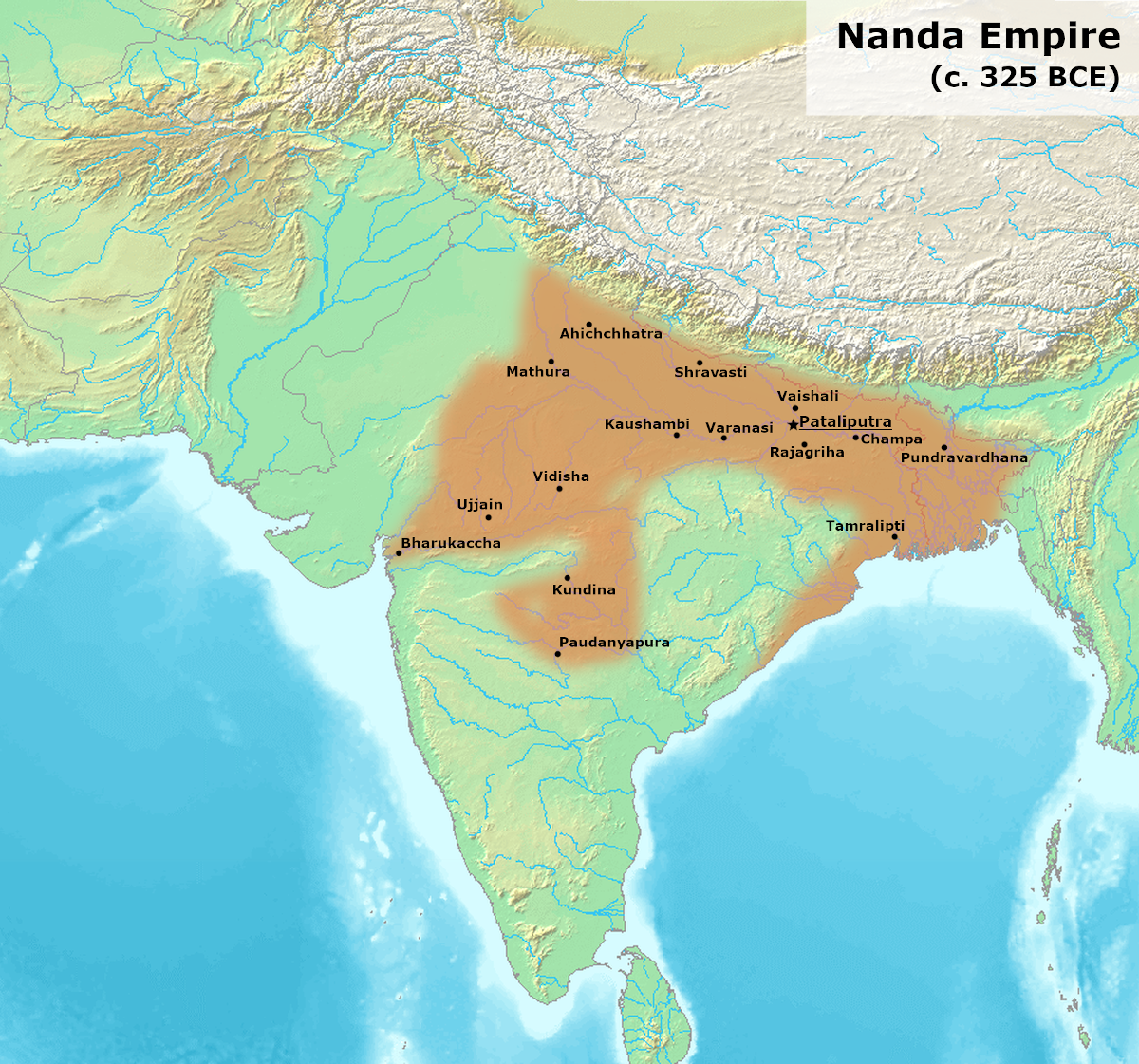
Prawdopodobny zasięg terytorialny Imperium Nanda podczas panowania ostatniego władcy Dhana Nanda

Dynastia Nandów (sanskryt नंद वंश) – trzecia z kolei historyczna dynastia rządząca w indyjskim królestwie Magadhy w IV wieku p.n.e.
Jej założyciel Mahapadma Nanda miał być owocem związku ostatniego władcy z dynastii Śiśunagów z kobietą niskiego pochodzenia (z warny śudrów). To wydarzenie okazało się być o tyle brzemienne w skutkach, że od tego czasu w północnych Indiach coraz częściej władzę w lokalnych królestwach zaczęły przejmować osoby spoza warny kaszatrijów. Źródła nie są zgodne co do daty objęcia tronu przez pierwszego z Nandów (403 lub 364 p.n.e.), ale wydaje się, że jest to spowodowane pominięciem przez literaturę dżinijską tzw. królów ojcobójców.
Ze względu na fakt, iż Nandowie byli wyznawcami dżinizmu, nie cieszyli się wielką estymą wpływowej warny braminów, a w Puranach uznani zostali nawet za niemoralnych (adharmika). Po Mahapadmie, na przestrzeni kolejnych 40 lat rządziło jeszcze ośmiu jego synów, dlatego dynastia znana jest również pod tradycyjną nazwą „dziewięciu Nandów”.
W tym czasie królestwo Magadhy obejmowało całą Nizinę Hindustańską oraz część Orisy. Wydaje się, że rządy dynastii nie wywoływały wielkiego entuzjazmu, ponieważ kontynuowana przez nią polityka ekspansji wymagała dużych nakładów, a co za tym idzie zwiększonych obciążeń podatkowych. W tej sytuacji nieudolna polityka zewnętrzna ostatniego z Nandów Dhana, na którego panowanie przypadł podbój północno-zachodnich Indii przez Aleksandra Wielkiego, pozwoliła przejąć władzę w Magadzie założycielowi nowej dynastii Ćandragupta Maurii.